# Атей
Ате́й (Ateus, Ατεας, Ateas, Atei, Atheas; ок. 429 года до н. э. — 339 год до н. э.) — согласно установившейся традиции, один из наиболее выдающихся царей Скифии. Погиб в битве с Филиппом II Македонским, по преданию, в 90-летнем возрасте. Вопрос о том, на какие территории распространялась его власть, до сих пор дискуссионен: от всей Великой Скифии до небольшого удела близ устьев Дуная (Малой Скифии).
Предположения о том, что Атей контролировал Малую Скифию, выдвигаются без учёта многих факторов, прежде всего экономических. Атей проводил агрессивную политику на юго-западных границах Великой Скифии, а именно: подчинение своему влиянию полисов западного Причерноморья (с 358 года до н. э. — Истрия, с 343 года до н. э. — Каллатис), удачная война с трибаллами в 344 году до н. э. О его войне с Македонией сообщают следующее: в 339 году до н. э. «обе стороны пришли в раздражение, завязалась битва, в которой скифы, несмотря на превосходство их душевной доблести и численности, были побеждены хитростью Филиппа; взято было (победителями-македонцами) по 20 тысяч детей и женщин, множество скота, но золота и серебра совсем не оказалось, чем впервые была засвидетельствована бедность скифов; 20 тысяч кровных кобылиц было отослано в Македонию для разведения породы». На обратном пути македонское войско попало в засаду, устроенную трибаллами.
После смерти Атея Великая Скифия просуществовала ещё около 60-70 лет, выдержав ряд войн (поход Зопириона 331 года до н. э., война с Боспором до 328 года до н. э., в качестве союзника боспорского царя в 310—309 годах до н.э, войну с Лисимахом в 313 году до н. э.). В настоящее время нет никаких археологических подтверждений кризисных явлений в Великой Скифии до 280—270 годов до н. э.
Известны монеты, выпущенные от имени Атея разными полисами.